# Milíkov (ort i Tjeckien, Karlovy Vary)
Milíkov är en ort i Tjeckien.   Den ligger i regionen Karlovy Vary, i den västra delen av landet, 130 km väster om huvudstaden Prag. Milíkov ligger 465 meter över havet och antalet invånare är 216.
Terrängen runt Milíkov är kuperad åt sydost, men åt nordväst är den platt. Runt Milíkov är det glesbefolkat, med 17 invånare per kvadratkilometer. Närmaste större samhälle är Cheb, 12,7 km väster om Milíkov. Omgivningarna runt Milíkov är en mosaik av jordbruksmark och naturlig växtlighet.